# Maçanet de Cabrenys
Maçanet de Cabrenys är en kommun i Spanien.   Den ligger i provinsen Província de Girona och regionen Katalonien, i den östra delen av landet, 600 km öster om huvudstaden Madrid. Antalet invånare är 739. Arean är 68 kvadratkilometer. Maçanet de Cabrenys gränsar till La Vajol, Darnius, Sant Llorenç de la Muga, Albanyà, Saint-Laurent-de-Cerdans, Amélie-les-Bains-Palalda, Reynès, Céret och Maureillas-las-Illas. 
Terrängen i Maçanet de Cabrenys är lite bergig.